# Sven Onclin
Sven Onclin (20 juli 1988) is een voormalig Nederlands voetballer die als verdediger speelde.   

## Loopbaan
Onclin begon met voetballen in de jeugd van FC Omniworld, AZ en FC Volendam. Op 19 oktober 2007 in de uitwedstrijd tegen FC Dordrecht maakte Onclin zijn debuut voor FC Volendam. Hij begon in het basis en hij deed in hele wedstrijd mee. De wedstrijd werd gelijkgespeeld. 
Hij vertrok na deze seizoen bij FC Volendam. Overig had hij ook gespeeld bij Ajax Zaterdag, K.v.v. Quick Boys    , SDC Putten en VV Unicum.
Onclin beëindigde zijn voetbalcarrière in 2019.

## Clubstatistieken
| Seizoen        | Club           | Land           | Competitie     | Competitie | Competitie | Beker | Beker | Totaal | Totaal |
| Seizoen        | Club           | Land           | Competitie     | Wed.       | Dlp.       | Wed.  | Dlp.  | Wed.   | Dlp.   |
| -------------- | -------------- | -------------- | -------------- | ---------- | ---------- | ----- | ----- | ------ | ------ |
| 2007/08        | FC Volendam    | Nederland      | Eerste divisie | 1          | 0          | 0     | 0     | 1      | 0      |
| Carrièretotaal | Carrièretotaal | Carrièretotaal | Carrièretotaal | 1          | 0          | 0     | 0     | 1      | 0      |

## Erelijst
| Nationaal      |    |         |
| Eerste divisie | 1x | 2007/08 |